# ウィリアムズ・FW34
ウィリアムズ・FW34 (Williams FW34) は、ウィリアムズが2012年のF1世界選手権参戦用に開発したフォーミュラ1カー。

## 概要
ウィリアムズは僅か5ポイントの獲得に止まった2011年の不振から脱出するため、技術部門の顔ぶれを一新。マイク・コフランがテクニカルディレクターに就任し、FW34の開発を主導した。
エンジンはメーカーをコスワースからルノーに変更。チームが最後にタイトルを獲得した1997年以来15年ぶりに「ウィリアムズ・ルノー」が復活した。コスワースに比べるとサイズがコンパクトでマシンの低重心化に貢献しており、ラジエーターを小型化することで空力面の向上にもつながった。
超小型ギアボックスを採用した車体後部のコンパクトな設計は継続されている。FW33ではサスペンションの上アームをリアウィングの支柱に接続していたが、FW34では支柱を撤廃し、ギアボックス上の突起がウィングステーとサスペンションマウントを兼ねる方法に変更された。ドライブシャフトの上反角もFW33よりも緩くなっている。

## 2012年シーズン
2月7日、プレシーズンテストの幕開けとなるヘレス・サーキットでFW34が初公開された。
トップチームがピレリタイヤの取り扱い方に苦労する中、ウィリアムズはザウバーとともに上位をかきまわす存在となった。第5戦スペインGPではパストール・マルドナドがポールポジションを獲得し決勝でも優勝、ウィリアムズに7年半ぶりの優勝をもたらした。マクラーレンのジェンソン・バトンは「ザウバーは高速コーナー、ウィリアムズは低速コーナーで僕らよりも速い」と語った。
マルドナドは予選Q3進出13回（PP1回、2位1回、3位2回）と速さをみせたものの、度重なる接触やペナルティーによりポイント獲得は5回に留まった。ブルーノ・セナは10戦でポイントを獲得したが、チームの判断により金曜フリー走行1回目をバルテリ・ボッタスに譲ったことがパフォーマンスに影響したと主張した。
2011年の大不振から復活したものの、前年まで在籍したルーベンス・バリチェロはドライバーの経験不足を指摘し、「彼らは少なくとも今の倍をポイントを獲れたはずだと思うので残念だ」と語った。またコンストラクターズランキングは8位で、不振だった前年から1つだけしか上がらなかった。

## スペック

### シャシー
- シャシー構造 カーボン・エポキシおよびハニカム・コンポジットで成型されたモノコック構造（FIAの衝撃・強度基準に合格）
- フロントサスペンション カーボンファイバー製ダブルウィッシュボーン コンポジット・トーリンク プッシュロッドによるスプリング アンチロールバー
- リアサスペンション 	ダブルウィッシュボーン プルロッドによるスプリング アンチロールバー
- ダンパー ウィリアムズF1
- ギアボックス ウィリアムズF1 7速シームレス・シーケンシャル・セミオートマチックシフト リバース付 電子油圧制御によるギア選択
- クラッチ カーボン製マルチプレート
- ホイール レイズ 鍛造マグネシウム
- タイヤ  ピレリ フロント幅325 mm / リア幅375 mm
- ブレーキシステム APレーシング 6ピストンキャリパー（4輪） カーボン製ディスクおよびパッド
- ステアリング ウィリアムズF1 パワーアシスト付ラック・アンド・ピニオン
- 燃料タンク ALT ケブラー強化ゴム製
- 電子システム FIA標準電子制御ユニット
- 冷却システム アルミニウム製 オイル・冷却水・KERS・ギアボックスラジエター
- コックピット 75 mm ショルダーストラップ付6点式安全ハーネス HANSシステム アルカンターラで覆った取り外し可能なカーボンファイバー製シート

### エンジン
- エンジン ルノー RS27-2012
- 構造 V型8気筒
- 排気量 2,400 cc
- バンク角 90°
- バルブ駆動 ニューマチック
- 点火システム 高エネルギー誘電
- エンジンブロックおよびピストン アルミニウム合金
- クランクシャフト 窒化合金鋼 タングステン製バランスウエイト
- コネティングロッド チタン合金
- 燃料および潤滑油 トタル

### サイズ
- 全長 5,000 mm
- 全高 950 mm
- 全幅 1,800 mm
- ホイールベース FIA基準の最大値
- 重量 FIA基準の最小値

## 記録
| 年   | No. | ドライバー | 1   | 2   | 3   | 4   | 5   | 6   | 7   | 8   | 9   | 10  | 11  | 12  | 13  | 14  | 15  | 16  | 17  | 18  | 19  | 20  | ポイント | ランキング |
| 年   | No. | ドライバー | AUS | MAL | CHN | BHR | ESP | MON | CAN | EUR | GBR | GER | HUN | BEL | ITA | SIN | JPN | KOR | IND | ABU | USA | BRA | ポイント | ランキング |
| ---- | --- | ---------- | --- | --- | --- | --- | --- | --- | --- | --- | --- | --- | --- | --- | --- | --- | --- | --- | --- | --- | --- | --- | -------- | ---------- |
| 2012 | 18  | マルドナド | 18  | 19  | 8   | Ret | 1   | Ret | 13  | 12  | 16  | 15  | 13  | Ret | 12  | Ret | 8   | 14  | 16  | 5   | 9   | Ret | 76       | 8位        |
| 2012 | 19  | セナ       | Ret | 6   | 7   | 22  | Ret | 10  | 17  | 10  | 9   | 17  | 7   | 12  | 10  | 18  | 14  | 15  | 10  | 8   | 10  | Ret | 76       | 8位        |

- 太字はポールポジション、斜字はファステストラップ。(key)